# Mercedes de Mendieta
María de las Mercedes de Mendieta (Buenos Aires,12 de noviembre de 1986) es una política, feminista y activista argentina. Es dirigente del partido Izquierda Socialista. Nació en la Ciudad de Buenos Aires y se graduó a los 24 años como licenciada y profesora en Ciencia Política por la Universidad de Buenos Aires (UBA). Actualmente, ejerce como docente en escuelas de la ciudad y en la Facultad de Ciencias Sociales de la UBA. Fue legisladora para el bloque del Frente de Izquierda y de Trabajadores - Unidad (FIT-U) en 2021 y 2022 - 2023. También fue elegida delegada de la Escuela Comercial 34 DE 3 por el gremio de Ademys. En julio de 2025 asumió como Diputada Nacional por la Ciudad de Buenos Aires tras la renuncia de Vanina Biasi por el acuerdo de rotación de bancas del FIT-U.

## Trayectoria política
Mercedes de Mendieta es militante de Izquierda Socialista y miembro del Frente de Izquierda y de Trabajadores - Unidad (FIT-U). Trabajó como secretaria parlamentaria de la legisladora Laura Marrone en la Legislatura de la Ciudad de Buenos Aires durante dos períodos.
Mercedes de Mendieta es una ferviente activista feminista y ha sido parte crucial del movimiento Marea Verde, que lucha por la legalización del aborto en Argentina. Es integrante de la Campaña Nacional por el Derecho al Aborto Legal, Seguro y Gratuito y dirige la agrupación Isadora - Mujeres en Lucha. En 2018, participó activamente en las tomas feministas de las universidades chilenas contra la violencia de género. 

### Legisladora Porteña
En su carrera política, ha impulsado varios proyectos, incluyendo uno para reestatizar el servicio de subte y premetro en Buenos Aires, con el objetivo de que el transporte beneficie a los trabajadores. Este proyecto plantea la creación de la empresa Subterráneos del Estado de Buenos Aires (SEBA), que operaría bajo el control y administración de los trabajadores del subte y premetro, así como de los usuarios. Esto implicaría disolver a SBASE. La propuesta también aborda la problemática del asbesto en la red de subterráneos, buscando garantizar la salud y seguridad de los trabajadores y usuarios afectados.
Además, durante su carrera legislativa, De Mendieta ha señalado que las escuelas en Buenos Aires no están preparadas para enfrentar olas de calor extremas, lo que ha resultado en estudiantes y docentes descompuestos en aulas sin ventilación adecuada, sin acceso a agua fresca y con cortes de luz y agua. Ha criticado la falta de condiciones básicas como patios con sombra, ventilación cruzada, ventiladores y aires acondicionados. De Mendieta ha exigido la suspensión de clases durante periodos de calor extremo y ha señalado que tanto el gobierno de Horacio Rodríguez Larreta como el de Alberto Fernández han recortado significativamente el presupuesto en infraestructura escolar, lo que ha llevado a una situación crítica en las escuelas públicas de todo el país.
También ha manifestado su oposición a las políticas de construcción de nuevas cárceles, argumentando que la solución a la  inseguridad está en invertir más en el trabajo, educación y vivienda. Ha criticado propuestas como la del jefe del bloque La Libertad Avanza (LLA), Ramiro Marra, que busca destinar fondos a la construcción de cárceles en lugar de a la cultura y la asistencia social.
Cumpliendo con los acuerdos internos del FIT-U, De Mendieta renunció a su banca legislativa al finalizar su periodo. En sus declaraciones, ha enfatizado que sus miembros asumen sus cargos y cobran salarios equivalentes a los de un docente.

### Diputada Nacional
El 2 de julio de 2025 asumión como Diputada Nacional por la Ciudad Autónoma de Buenos Aires rotando la banca conseguida en 2021 por Myriam Bregman (PTS) y ocupada por Vanina Biasi (PO) desde 2024.